# Сигило (Перуђа)
Сигило (итал. Sigillo) је насеље у Италији у округу Перуђа, региону Умбрија.
Према процени из 2011. у насељу је живело 2192 становника. Насеље се налази на надморској висини од 486 м.

## Становништво
Према резултатима пописа становништва 2011. у општини је живело 2.468 становника.
| 1936. | 1951. | 1961. | 1971. | 1981. | 1991. | 2001. | 2011. |
| ----- | ----- | ----- | ----- | ----- | ----- | ----- | ----- |
| 2.337 | 2.267 | 2.166 | 2.123 | 2.342 | 2.367 | 2.461 | 2.468 |